# Represión sindical

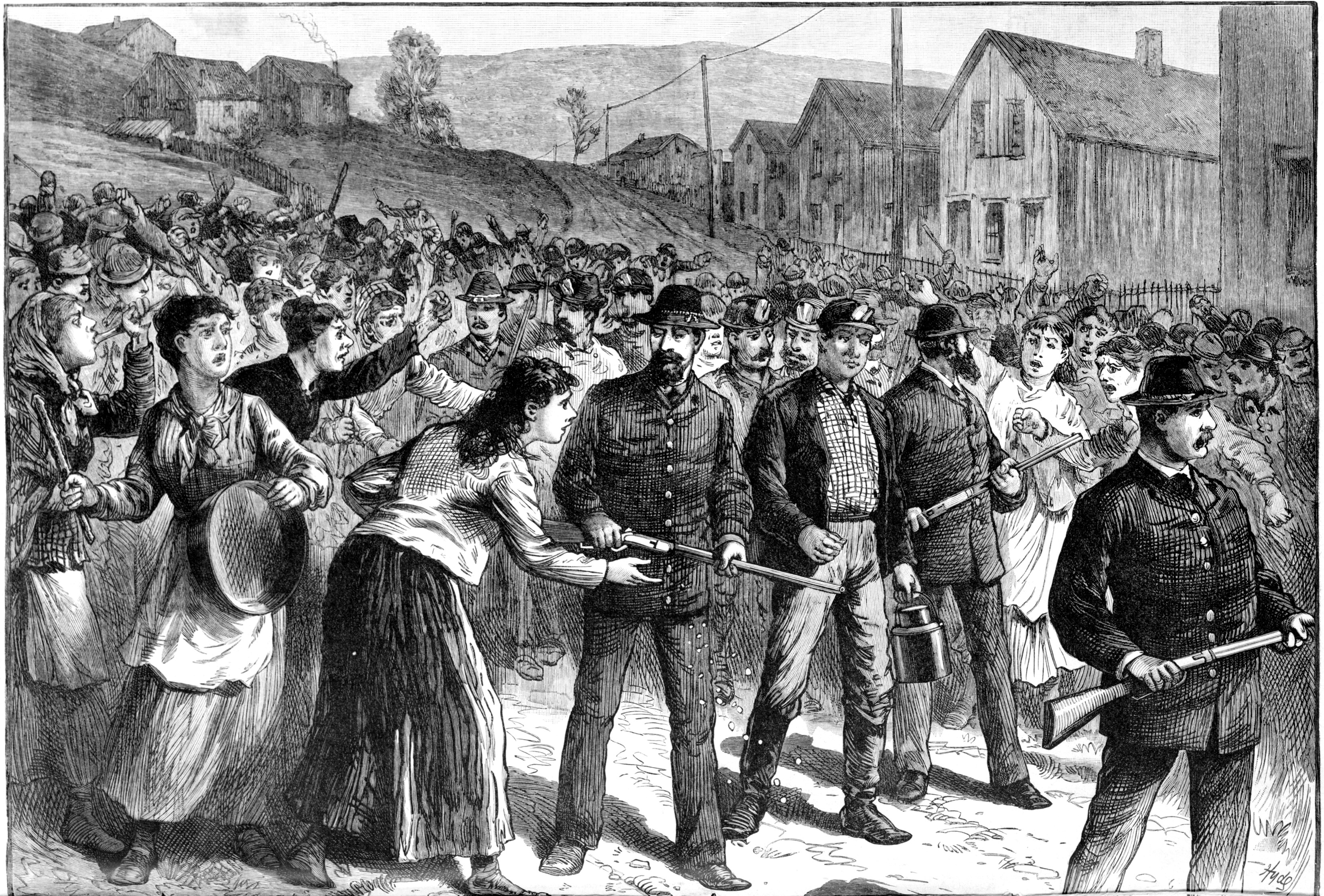
Los guardias de Pinkerton escoltan a los rompehuelgas en Buchtel, Ohio, en 1884

La represión sindical es una gama de actividades emprendidas para perturbar o debilitar el poder de los sindicatos o sus intentos de aumentar su membresía en un lugar de trabajo.
Las tácticas antisindicales pueden referirse tanto a actividades legales como ilegales, y pueden variar desde sutiles hasta violentas.
Las leyes laborales difieren mucho de un país a otro tanto en el nivel como en el tipo de regulaciones con respecto a la protección de los sindicatos, sus actividades de organización, así como otros aspectos. Estas leyes pueden afectar temas tales como la publicación de avisos, la organización dentro o fuera de la propiedad del empleador, las solicitaciones, la firma de tarjetas, las cuotas sindicales, los piquetes, los paros laborales, las huelgas y rompehuelgas, los cierres patronales, la terminación del empleo, los reemplazos permanentes, el reconocimiento automático, la baja en cuentas, las elecciones mediante boleta electoral y sindicatos controlados por los empleadores. 
El artículo 23 de la Declaración Universal de Derechos Humanos declara que toda persona tiene derecho a formar un sindicato o afiliarse a él.  Sin embargo, la disposición no es jurídicamente vinculante y, en la mayoría de las jurisdicciones, no tiene ningún efecto horizontal en la relación jurídica entre el empleador y los empleados o los sindicatos.
Existen muchas consultorías de relaciones laborales en todo el mundo. Se especializan en industrias como el entretenimiento (radio, televisión y cine), hotelería (servicio culinario y alimentario), comunicaciones, manufactura, aeroespacial, servicios públicos y atención médica. Aunque muchos operan sólo en los Estados Unidos, la organización sindical se lleva a cabo a nivel multinacional. Según la AFL-CIO, "una de las mayores empresas estadounidenses, el Labor Relations Institute (LRI),  ofrece un “paquete de ganador garantizado”: si la corporación no "gana", no paga.  Tanto en Estados Unidos como en Europa, las campañas de sindicación involucran cada vez más a trabajadores inmigrantes que no hablan inglés. A nivel internacional, el cumplimiento de las leyes laborales dentro de los países desarrollados puede ser muy diferente al de los países emergentes. Tanto los organizadores sindicales como la dirección deben conocer la ley y evitar cargos por prácticas laborales injustas (ULP).
La aplicación y el cumplimiento de las leyes laborales pueden diferir en todo el mundo, pero las leyes laborales continúan expandiéndose a nuevos países, como la Ley Laboral de la República Popular China y la legislación laboral india. La organización sindical a menudo comienza con trabajadores que no están capacitados o desconocen la legislación laboral. Debido al cambiante entorno laboral global y multinacional y a las relaciones laborales y las leyes laborales, el movimiento laboral moderno recurre cada vez más a la orientación profesional. A nivel internacional, las leyes difieren en cómo se define una unidad de negociación para los trabajadores con descripciones de trabajo que involucran supervisión o gestión. Debido a que la palabra clave es “ley”, los sindicatos y los lugares de trabajo pueden contratar asesoría legal para navegar las complejidades de las leyes laborales locales y/o internacionales con el fin de evitar cargos por prácticas laborales injustas.

## Historia

### Reino Unido
Tras la derogación de las Leyes de Combinación en 1824, a los trabajadores ya no se les prohibía formar organizaciones laborales o negociar colectivamente, aunque persistían importantes restricciones. En 1832 se formó en Dorset la Sociedad Amiga de Trabajadores Agrícolas para desafiar la caída de los salarios. Los miembros de la organización acordaron trabajar sólo por salarios superiores a una determinada cantidad. En 1834, un terrateniente se quejó y miembros clave fueron acusados y condenados en virtud de leyes que prohibían hacer juramentos secretos. La sentencia de siete años de transporte penal a Australia provocó un movimiento para defender a los miembros, conocidos como los Mártires de Tolpuddle (en referencia a la aldea donde se originó la organización), que finalmente fueron liberados en 1836 y 1837. 
Actualmente, las leyes laborales del Reino Unido están definidas en la Ley de Relaciones Laborales de 1999 (ERA) y la Ley (de Consolidación) de Relaciones Laborales y Sindicales de 1992, y no otorgan a los trabajadores ningún derecho de huelga. En el Reino Unido y la UE, la oposición sindical puede ocurrir durante las campañas de reconocimiento automático y las elecciones. Los trabajadores en el Reino Unido pueden tener afiliaciones sindicales que conservan de un puesto a otro, lo que potencialmente da como resultado que los trabajadores del mismo empleador tengan diferentes afiliaciones sindicales. Cuando un sindicato busca obtener el control de la negociación colectiva en un lugar de trabajo sin una votación, los trabajadores con afiliaciones individuales y/o diferentes sindicatos que trabajan para ese mismo empleador pueden oponerse a ese sindicato.
La consulta es el proceso mediante el cual la dirección y los empleados (o sus representantes) examinan y discuten conjuntamente cuestiones de interés mutuo. Implica buscar soluciones aceptables a los problemas mediante un intercambio de opiniones e información. La consulta no elimina el derecho de los gerentes a gestionar, pero sí impone la obligación de buscar y considerar las opiniones de los empleados antes de tomar decisiones. El Servicio de Asesoramiento, Conciliación y Arbitraje (ACAS) es la agencia independiente del gobierno del Reino Unido para asesoramiento y conciliación. Aunque el Congreso de Sindicatos (TUC) y sus sindicatos miembros se oponen al uso de consultorías durante las campañas de reconocimiento, calificándolo de táctica antisindical, ACAS adopta una postura diferente: "Las comunicaciones y consultas con los empleados son el alma de cualquier empresa"  "tiene como objetivo mejorar las organizaciones y la vida laboral a través  mejores relaciones laborales".
Los trabajadores en el Reino Unido pueden dar de baja a un sindicato que ya no cuenta con el apoyo de sus miembros o si la afiliación sindical cae por debajo del 50%. Los empleadores pueden dar de baja a un sindicato si ya no emplean a 21 o más trabajadores. Generalmente, en el Reino Unido, se debe presentar una solicitud de baja en cuentas al Comité Central de Arbitraje (CAC), que declara que se llevará a cabo una elección de baja en cuentas/descertificación.  Sin embargo, una empresa puede decidir dar de baja unilateralmente, siempre y cuando tenga vigente un acuerdo de reconocimiento no CAC. 

#### 2005 represión sindical en Heathrow
Uno de los casos más significativos de despidos masivos en el Reino Unido se produjo en 2005, y supuso el despido de más de 600 trabajadores de Gate Gourmet en el aeropuerto de Heathrow. Gate Gourmet ofrece comidas a bordo y era propiedad de Texas Pacific desde 2002. La empresa había estado en conversaciones con el Sindicato de Trabajadores del Transporte y General (TGWU) sobre despidos y cambios en el pago de horas extras para tratar de frenar las pérdidas cuando contrató a 130 trabajadores temporeros con salarios más bajos que los trabajadores permanentes. Al ver esto como una amenaza para sus puestos de trabajo, un turno se negó a volver a trabajar. Como esto se consideró una huelga no oficial, los trabajadores fueron despedidos, al parecer con sólo tres minutos de antelación.   El TUC informó más tarde que el conflicto había sido diseñado por la empresa para permitirle reemplazar al personal con trabajadores con peores contratos. 
Este despido masivo fue visto por algunos como una táctica antisindical   y provocó un gran escrutinio en los medios. Los despidos provocaron una huelga del personal de tierra de British Airways que paralizó los vuelos y dejó varados a miles de viajeros en el Reino Unido.   La BBC informó que Andy Cook, director de recursos humanos de Gate Gourmet en ese momento, dijo que "la compañía no había estado buscando reducir el tamaño de las protestas, sólo detener a la minoría involucrada en el acoso".  Cooke continúa dirigiendo las actividades de relaciones laborales desde su consultoría de relaciones laborales en el Reino Unido. 
El TUC negoció un acuerdo entre Gate Gourmet y el TGWU en septiembre de 2005. 

### Estados Unidos

Historia de despidos sindicales ilegales en Estados Unidos

La represión sindical en Estados Unidos se remonta al menos al siglo XIX, cuando una rápida expansión de las fábricas y las capacidades manufactureras provocó una migración de trabajadores del trabajo agrícola a las industrias minera, manufacturera y de transporte. Las condiciones eran a menudo inseguras, las mujeres trabajaban por salarios más bajos que los hombres y el trabajo infantil era rampante. Como los empleadores y los gobiernos hicieron poco para abordar estas cuestiones, se formaron movimientos laborales en el mundo industrializado para buscar mejores salarios, horarios y condiciones laborales. Los enfrentamientos entre los trabajadores y la dirección fueron a menudo conflictivos y se vieron profundamente afectados por las guerras, las condiciones económicas, las políticas gubernamentales y los procedimientos judiciales.
Las empresas pueden influir en los sindicatos a través de la negociación, las relaciones laborales y otros medios, pero los sindicatos controlados por los empleadores en los Estados Unidos han sido prohibidos desde la Ley Nacional de Relaciones Laborales de 1935. La ley prohíbe a los supervisores afiliarse a sindicatos, así como también prohíbe a los empleadores ayudar (como en el caso de sindicatos que compiten en la organización de una empresa) o dominar cualquier organización laboral.  Además, las dos leyes, aprobadas en 1947 y 1959, respectivamente, fueron la Ley Taft-Hartley y la Ley Landrum-Griffin. Estos estatutos garantizan los derechos de los empleados privados a formar sindicatos y afiliarse a ellos para poder negociar colectivamente. La gran mayoría de los estados han ampliado los derechos sindicales a los empleados públicos.  La Cámara de Comercio tiene una larga historia de cabildeo antisindical y represión sindical en los Estados Unidos a nivel local y federal.   
Nathan Shefferman publicó The Man in the Middle, un relato de 292 páginas de sus actividades antisindicales, en 1961. Shefferman describió una larga lista de prácticas que consideraba tangenciales a las actividades de evitación sindical, pero que sus detractores han calificado de operaciones de apoyo a estas actividades. Entre ellos se encontraban la administración de encuestas de opinión, capacitación de supervisores, mesas redondas de empleados, procedimientos de pago de incentivos, encuestas salariales, procedimientos de quejas de empleados, registros de personal, procedimientos de solicitud, evaluaciones de puestos y servicios legales. Como parte de sus estrategias antisindicales, todas estas actividades se realizaron con el objetivo de mantener el control total de la fuerza laboral por parte de la alta dirección. El libro de Shefferman no sólo proporcionó los conceptos que animaron todas las futuras técnicas antisindicales, sino que también proporcionó un lenguaje que los partidarios de los sindicatos creen que enmascara la intención de las políticas. 
En 1962, el presidente de los Estados Unidos, John F. Kennedy, emitió la Orden Ejecutiva #10988  que establecía el derecho de los empleados del sector público a formar sindicatos con ciertas limitaciones con respecto a la negociación colectiva y una advertencia especial que hacía ilegal la huelga (Código de los Estados Unidos: Título 5, 7311, EE. UU.). En 1981, el sindicato del sector público PATCO (Organización Profesional de Controladores de Tráfico Aéreo) se declaró en huelga en violación de la orden ejecutiva de Kennedy. El presidente Reagan ejerció su poder y despidió a todos los miembros en huelga, provocando la disolución del sindicato. Aunque el despido fue legal, las organizaciones laborales lo criticaron por acabar con los sindicatos.  PATCO se reformó para convertirse en la Asociación Nacional de Controladores de Tránsito Aéreo.
En Estados Unidos, a diferencia del Reino Unido y de varios otros países, la Ley Nacional de Relaciones Laborales (NLRA) establece un derecho legalmente protegido para que los empleados del sector privado hagan huelga para obtener mejores salarios, beneficios o condiciones laborales sin la amenaza de despido. Sin embargo, la huelga por razones económicas (es decir, protestar por las condiciones del lugar de trabajo o apoyar las demandas de negociación de un sindicato) permite al empleador contratar reemplazos permanentes. Si es contratado, el trabajador reemplazante puede continuar en el puesto, mientras que el trabajador en huelga debe esperar hasta que haya una vacante. Sin embargo, si la huelga se debe a prácticas laborales desleales, los huelguistas reemplazados pueden exigir su reintegro inmediato al finalizar la huelga. Si un convenio colectivo está en vigor y contiene una "cláusula de no huelga", una huelga durante la vigencia del contrato podría resultar en el despido de todos los empleados en huelga y la disolución de ese sindicato. Aunque es legal, las organizaciones laborales lo consideran una acción antisindical.
Otra táctica común es inundar la futura unidad de negociación con nuevos trabajadores que son amenazados y/o incentivados a evitar discutir la campaña sindical para negarse a firmar tarjetas o votar por el sindicato, lo que puede incluir importar trabajadores con habilidades lingüísticas poco comunes al lugar de trabajo para abrir una brecha adicional entre los dos grupos de empleados. Se puede asignar personal de la sede corporativa a unidades individuales de la empresa para proporcionar una vigilancia significativamente mayor del personal con el objetivo de reducir los esfuerzos de sindicalización y encontrar razones falsas para denunciar y despedir a los organizadores. Estas tácticas a menudo aumentan el costo de administrar el área en cuestión significativamente por encima de lo que los sindicatos negociarían, pero a largo plazo se consideran aceptables para aplastar a los sindicatos e impedir que se establezcan. En el peor de los casos, es posible que se cierren tiendas enteras bajo el auspicio de "problemas de seguridad" o "reurbanización" y que los trabajadores sean despedidos o distribuidos entre varias tiendas, al mismo tiempo que sirve como advertencia a otras tiendas y trabajadores de que la empresa preferiría despedirlos antes que tenerlos. negociar con un sindicato. En Estados Unidos, las empresas reciben poca respuesta de las agencias reguladoras y, cuando se descubren violaciones, a menudo son apeladas y finalmente desestimadas o minimizadas por los jueces, o reciben castigos insignificantes para evitar que se reutilicen las tácticas ilegales.

### Alemania
NGG, el sindicato alemán de trabajadores de restaurantes y alimentos utilizó en 1999 el concepto de represión sindical para caracterizar las prácticas de McDonald's en Alemania para expulsar a los órganos representativos de los empleados (Betriebsräte) e impedir la votación de dichos órganos representativos. Sin embargo, sólo el estudio Union Busting in Deutschland (Union Busting in Germany) de Werner Rügemer y Elmar Wigand introdujo la noción y presentó un análisis de la represión sindical. El estudio fue encargado por el mayor sindicato alemán, el sindicato de trabajadores metalúrgicos IG Metall, y se publicó en 2014. 
Rügemer y Wigand también hicieron referencia en su estudio a autores estadounidenses como John Logan, Kate Bronfenbrenner, Martin Jay Levitt y Joseph McCain. Posteriormente, los autores publicaron una versión muy ampliada y actualizada en forma de libro con el título Die Fertigmacher. Arbeitsunrecht und die professionelle Bekämpfung der Gewerkschaften (Aniquilación de sindicatos, injusticia laboral y lucha profesional contra los sindicatos).  Después de esto, la noción de represión sindical se utiliza habitualmente en los medios de comunicación y en todos los sindicatos alemanes.
Rügemer y Wigand definieron la antisindical con las siguientes frases: "La antisindical es la aplicación intencionada y la combinación modular de prácticas para impedir la organización y la defensa independiente del empleador en una empresa. Otro punto es prevenir (sabotear) la industria. La antisindical se opera tanto para atacar el statu quo alcanzado de colectividad, participación y protección laboral como para poner fin a los esfuerzos de organización de los empleados que ya se encuentran en la etapa inicial". 
Posteriormente, Rügemer y Wigand fundaron la asociación sin fines de lucro Acción contra la Injusticia Laboral. La organización trabaja para empleados dependientes y, en particular, para comités de empresa.  El grupo objetivo son las personas afectadas por la represión sindical y otras formas de desigualdad laboral. La asociación ayuda a las víctimas con acciones públicas y jurídicas. Ejemplos destacados de represión sindical en Alemania son Amazon.com, Birkenstock, Legoland, Haticon, Nora Systems, United Parcel Systems, Charité/Vivantes, Neupack, Edeka, DURA Automotive Systems, Median, Maredo, H&M y OBI.

### Baja en cuentas o decertificación de sindicatos
La baja del reconocimiento (Reino Unido) o la descertificación (Estados Unidos) de un sindicato pueden realizarse legalmente, aunque los sindicatos pueden denominarlas medidas antisindicales, incluso cuando son iniciadas por miembros del sindicato.
La baja del reconocimiento de un sindicato, si bien es legal, puede considerarse represión sindical por parte de los sindicatos. La baja en cuentas debe realizarse de acuerdo con las directrices legales. Los trabajadores pueden dar de baja a un sindicato que ya no cuenta con el apoyo de sus miembros o si la afiliación sindical cae por debajo del 50%. Los empleadores pueden dar de baja a un sindicato si ya no emplean a 21 o más trabajadores. Si el Comité Central de Arbitraje (CAC) acepta una solicitud y el sindicato en cuestión ha perdido apoyo o el nivel de afiliación cae por debajo del 50% de los trabajadores, el CAC puede declarar que se lleve a cabo una votación de baja. " 
En Estados Unidos, el proceso lo supervisa la Junta Nacional de Relaciones Laborales (NLRB). Los empleados pueden presentar una petición solicitando una elección de descertificación para determinar si desean o no conservar el sindicato. Al igual que una petición electoral, una petición de descertificación solo se puede presentar durante ciertos períodos de tiempo, específicamente cuando un contrato ha expirado o está a punto de expirar. 
En Canadá, todas las provincias tienen leyes que establecen disposiciones para que los empleados descertifiquen a los sindicatos. En la mayoría de los casos, los gobiernos han hecho obligatorio que los empleadores publiquen información para sus empleados sobre cómo descertificar al sindicato. 

## Abogados y asesorías laborales
Las organizaciones contratan abogados y consultores laborales según su experiencia, historial, habilidades lingüísticas y reputación. Además, dado que las leyes laborales difieren de un país a otro, una organización también podría considerar tener experiencia con las leyes laborales internacionales dentro de corporaciones multinacionales.
Cuando se organiza un sindicato, generalmente se contacta a los abogados laborales para solicitar asesoramiento y a menudo recurren a consultores con los que trabajan regularmente y que pueden impartir capacitación en supervisión in situ.   Algunas empresas contratan consultores y abogados de relaciones laborales, mientras que otras utilizan abogados y/o consultorías laborales externas pagando viáticos por horas.
Muchos abogados y consultores laborales encuentran clientes monitoreando oficinas gubernamentales como las oficinas regionales de la NLRB, donde los sindicatos estadounidenses deben presentar peticiones RC (Certificación de Representación) o RD (Descertificación de Representación) que son registros públicos.  Estas peticiones revelan los nombres de las organizaciones que realizan actividades concertadas y el nombre del sindicato que solicita el reconocimiento o la elección.  Estas peticiones también son utilizadas por las organizaciones para realizar estudios demográficos de la actividad concertada a nivel regional con el fin de preparar la capacitación de supervisión en anticipación a la organización. Algunas empresas mantienen bibliotecas y ofrecen registros de peticiones en línea como cortesía para las empresas que no pueden realizar la investigación por sí mismas. 
De manera similar, la ERA 1999 exige a los sindicatos del Reino Unido que cumplan con procedimientos específicos relacionados con el reconocimiento sindical, como la presentación de una "Carta de Intención" a la CAC,  que notifica simultáneamente no sólo a la CAC sino también al empleador. El expediente se convierte entonces en registro público al que pueden acceder abogados y consultores laboralistas para comercializar sus servicios.

### Los sindicatos como antisindicales
La Hermandad Internacional de Teamsters (IBT), como empleador, se negó a negociar en 2011 con un grupo de empleados de su propio organizador sindical que votaron para formar un sindicato llamado Federación de Agentes y Representantes Internacionales (FAIR). El 29 de agosto de 2012, después de ser declarado culpable de desmantelar ilegalmente el sindicato de sus propios empleados, la IBT publicó un aviso  que, según un acuerdo aprobado por un director regional de la NLRB de la administración Obama, que pondría fin a la represión sindical. El aviso asegura a los empleados de Teamster que ya no se les impedirá ejercer sus derechos.
En una acción que involucraba a la Asociación Internacional de Empleados Minoristas (RICA, una parte de la AFL-CIO), perdieron el caso cuando la NLRB encontró que la RICA violó la NLRA al negarse a negociar con el representante de algunos de sus empleados y al amenazar a los empleados con la pérdida de sus puestos de trabajo a menos que renunciaran al sindicato. La Junta concluyó además que la RICA había violado la Sección 8(a)(1) al participar en una conducta coercitiva con respecto a algunos de sus propios empleados. 
En el libro Las organizaciones laborales como empleadores: sindicatos dentro de los sindicatos, el autor exploró tres sindicatos diferentes y la lucha de sus fuerzas laborales para organizarse. Impulsados en gran medida por las mismas preocupaciones que motivan a los empleados de empleadores públicos y privados a buscar protección sindical, los empleados de varios sindicatos, el United Transportation Union (UTU), el Garment Workers (ILGWU) y el Textile Workers (TWUA), se vieron frustrados en sus esfuerzos. intentos de organización.  
Otro ejemplo reciente de tácticas antisindicales utilizadas por un sindicato contra otro es el conflicto SEIU vs CNA, donde cada sindicato luchaba por los miembros de los demás. En un comunicado de prensa del 10 de marzo de 2008, Andy Stern, del SEIU, acusó a la CNA de actuar antisindicalmente: "La Asociación de Enfermeras de California ha lanzado una campaña antisindical contra las enfermeras y otros empleados de atención sanitaria en Ohio, intentando descarrilar un esfuerzo de tres años por los trabajadores para unirse en el Distrito 1199 del Sindicato Internacional de Empleados de Servicios."  Un elemento central de la disputa SEIU-CNA fueron las acusaciones de ambas organizaciones de atacar a los miembros y las campañas de cada una, así como los desacuerdos sobre la dirección del movimiento sindical. El SEIU se centra en su misión de organizar a los trabajadores a cualquier precio, lo que provoca críticas por su consolidación de locales más pequeños en megasindicatos. 

### Operaciones de inteligencia
Algunas corporaciones han tratado de enterarse de las actividades sindicales empleando informantes,    de la misma manera que los sindicatos emplean sales para infiltrarse en una organización no sindical para recopilar propaganda y sembrar discordia para obtener el apoyo sindical. Se puede utilizar una planta o sal para perturbar reuniones, cuestionar la legitimidad y los motivos del sindicato o de la dirección, e informar los resultados de las reuniones a sus superiores. Interrumpir o informar sobre reuniones sindicales es ilegal, pero puede ser difícil de probar en las audiencias de la ULP. 
En 1980, el autor de Confessions of a Union Buster, Martin J. Levitt, informó que llevó a cabo una campaña de contraorganización en un asilo de ancianos en Sebring, Ohio. Asignó a sus cómplices para que repararan los coches y luego culpó al sindicato. Otros no han informado de actividades similares, pero Levitt dijo que crear y explotar un clima prolongado de miedo fue clave para destruir la credibilidad del sindicato. 
En Estados Unidos, la Corte Suprema ha confirmado la decisión de la Junta Nacional de Relaciones Laborales de que el espionaje por parte de los empleadores o el uso de espías o agentes dentro de los sindicatos es una práctica laboral injusta según la Ley Wagner. 

### Acciones legales
Los consultores laborales, los organizadores sindicales y los abogados utilizan reglas y regulaciones para controlar las campañas de organización. La mayoría de los empleadores se oponen a los planes sindicales de realizar elecciones con control de tarjetas y, en su lugar, emplean tácticas para asegurar elecciones con voto secreto.  Si el sindicato se centra en una división de la empresa, los abogados laborales pueden alterar dichos planes y diluir la votación solicitando a la Junta Nacional de Relaciones Laborales (NLRB) que incluya otras divisiones. Si el sindicato busca incluir puestos de capataz o "supervisor junior" en una unidad de negociación para aumentar la afiliación, la definición de lo que constituye un supervisor según la NLRA  a menudo será cuestionada por el empleo o la incorporación de nuevo personal para diluir la fuerza del sindicato. organizadores. Incluso se puede cuestionar la jurisdicción de la NLRB para supervisar una campaña de organización. Los retrasos pueden convertir una campaña de organización en una lucha prolongada y, según Martin J. Levitt, esas batallas casi siempre las gana la dirección. 

Muchos de los métodos para derrotar a los sindicatos se han practicado durante mucho tiempo. Harry Wellington Laidler escribió un libro en 1913 que informaba sobre el uso de tácticas dilatorias y provocaciones por parte de un agente encubierto de una de las agencias más grandes conocidas de la época llamada Corporations Auxiliary Company. Les dirían a los posibles empleadores,

Una vez que el sindicato está en el terreno, sus miembros pueden impedir que crezca si saben cómo, y nuestro hombre sabe cómo. Las reuniones se pueden programar muy separadas. Se puede celebrar inmediatamente un contrato con el empleador, que cubra un largo período y cuyos términos sean muy fáciles. Sin embargo, estas tácticas pueden no ser buenas y el espíritu sindical puede ser tan fuerte que no se pueda impedir una gran organización. En este caso nuestro hombre se vuelve extremadamente radical. Pide cosas irrazonables y mantiene al sindicato envuelto en problemas. Si llega una huelga, será el hombre más ruidoso del grupo, aconsejará la violencia y meterá a alguien en problemas. El resultado será que el sindicato se romperá. 

### Bloqueos
Los empleadores pueden ejercer presión sobre un sindicato declarando un cierre patronal, un paro laboral en el que un empleador impide que los empleados trabajen hasta que se cumplan ciertas condiciones. Un cierre patronal cambia el impacto psicológico de un paro laboral y, si la empresa posee información sobre una huelga inminente, puede promulgarse antes de su implementación. 

## Uso de fondos públicos en Estados Unidos
Aunque los trabajadores hospitalarios sin fines de lucro estaban cubiertos por la Ley Wagner original de 1935, fueron excluidos en 1947 con las enmiendas Taft-Hartley. Sin embargo, durante la década de 1960, los trabajadores de hospitales sin fines de lucro quisieron formar sindicatos para exigir mejores salarios y condiciones laborales. Las principales ciudades estadounidenses también estaban experimentando huelgas hospitalarias que aumentaron la conciencia tanto de los líderes sindicales como del gobierno sobre cómo continuar brindando atención médica a los pacientes durante los paros laborales.  Los trabajadores del hospital y los líderes sindicales solicitaron al gobierno que modificara la NLRA. En 1974, bajo el presidente Richard Nixon, la NLRA fue modificada  para ampliar la cobertura y protección a los empleados de hospitales sin fines de lucro. Según la NLRB de la administración Obama, “cuando la nueva legislación fue considerada por el Comité Senatorial de Trabajo y Bienestar Público, se reconoció que las relaciones laborales en la industria de la atención médica requerían consideraciones especiales. El Comité Laboral del Senado buscó crear un mecanismo que asegurara que las necesidades del paciente fueran satisfechas durante las contingencias que surgieran de conflictos laborales. La nueva ley representó una reconciliación sólida y equitativa de estos intereses en competencia”. 
Los fondos de los contribuyentes proporcionan a las tesorerías estatales el dinero para los salarios de los empleados públicos con el que los empleados públicos pagan las cuotas sindicales. Hubo un tiempo en que las leyes estatales no permitían que los contratos gubernamentales proporcionaran dinero público a consultorías de relaciones laborales. Una de esas leyes, aprobada en Wisconsin en 1979, fue anulada por la Corte Suprema de los Estados Unidos en la decisión Departamento de Industria de Wisconsin contra Gould.  En efecto, la decisión de la Corte Suprema de 1986 significó que los castigos federales son los máximos permitidos, independientemente de sus limitaciones. Los críticos acusaron que, en efecto, "la ley laboral federal obliga a los estados a contratar antisindicales". 
En 1998, Catholic Healthcare West, la cadena de hospitales privados más grande de California y uno de los principales receptores de fondos estatales de Medicaid, llevó a cabo una campaña contra el SEIU en Sacramento y Los Ángeles a un costo de más de 2,6 millones de dólares. Después de la campaña de Catholic Healthcare West, la legislatura del estado de California aprobó una ley que prohíbe a los empleadores que reciban más de $10,000 en fondos estatales participar en actividades antisindicales.  Sin embargo, la decisión de la Corte Suprema de Estados Unidos de 2007 en el caso Cámara de Comercio de los Estados Unidos de América et al. contra Brown, fiscal general de California et al., el tribunal dictaminó 7 a 2 que la ley laboral federal se adelantó a una ley de California que limitaba a muchos empleadores a hablar con sus empleados sobre cuestiones relacionadas con los sindicatos. El juez John Paul Stevens afirmó que la legislación laboral federal había adoptado un "debate amplio y abierto" sobre cuestiones laborales, siempre y cuando el empleador no intentara obligar a los empleados a aceptar su punto de vista. En consecuencia, la ley estatal es incompatible con la ley laboral federal. 
Otros intentos de restringir las actividades antisindicales por parte de los beneficiarios de fondos estatales también han sido anulados. Uno de los principales receptores de fondos estatales de Medicaid, el Centro para la Parálisis Cerebral de Albany, Nueva York, contrató a un bufete de abogados para luchar contra la campaña de organización UNITE. En 2002, el Estado de Nueva York aprobó una ley de neutralidad laboral que prohíbe el uso del dinero de los contribuyentes para acabar con los sindicatos. La ley fue aprobada como resultado directo de la campaña contra UNITE. En mayo de 2005, un juez de distrito anuló la ley de neutralidad laboral en un fallo que los representantes legales del Centro para la Parálisis Cerebral describieron como "una enorme victoria para los empleadores". 

## Los psicólogos industriales como antisindicales
Nathan Shefferman introdujo algunas técnicas psicológicas básicas en la industria de evitación sindical y el servicio complementario de prevención sindical. Sobre la base de su trabajo, los psicólogos capacitados profesionalmente en la década de 1960 comenzaron a utilizar técnicas psicológicas sofisticadas para "desechar a posibles partidarios de los sindicatos, identificar puntos críticos vulnerables a la sindicalización y estructurar el lugar de trabajo para facilitar el mantenimiento de un entorno no sindicalizado".  Estos psicólogos proporcionaron a las empresas perfiles psicológicos y realizaron auditorías sobre la susceptibilidad de una empresa a la sindicalización. 
Entre 1974 y 1984, una empresa capacitó a más de 27.000 gerentes y supervisores para "hacer innecesarios los sindicatos" y encuestó a casi un millón de empleados en 4.000 organizaciones. 

## Organizaciones patronales antisindicales en Estados Unidos
En los Estados Unidos, poco después de 1900, había pocas organizaciones de empleadores eficaces que se opusieran al movimiento sindical. En 1903, estas organizaciones comenzaron a fusionarse y un movimiento nacional de empleadores comenzó a ejercer una poderosa influencia en las relaciones laborales y los asuntos públicos. 
Durante casi una década antes de 1903, un sindicato industrial llamado Federación Occidental de Mineros (WFM) había ido ganando poder, militancia y radicalismo en respuesta a las peligrosas condiciones laborales, la imposición de largas horas de trabajo y lo que sus miembros percibían como una actitud imperiosa por parte de los empresarios. En particular, los miembros de la WFM se habían indignado por el uso de espías laborales por parte de los empleadores en esfuerzos de organización como Coeur d'Alene. Las frustraciones de los mineros ocasionalmente explotaron en ira y violencia, aunque también intentaron un cambio pacífico. Por ejemplo, después de ganar un referéndum a favor de la jornada de ocho horas con el apoyo del 72 por ciento del electorado de Colorado, el objetivo del WFM de una ley de ocho horas aún fue derrotado por empleadores y políticos.  
En 1901, los enojados miembros de la WFM aprobaron una proclamación en la convención de que una "revolución completa de las condiciones sociales y económicas" era "la única salvación de las clases trabajadoras".  Los empleadores de Colorado y sus partidarios reaccionaron ante la creciente inquietud y poder de los sindicatos en una confrontación que llegó a denominarse Guerras Laborales de Colorado.  Pero el miedo y la aprensión por parte de los empleadores, que sentían que los sindicatos eran una amenaza para sus negocios, no se limitaron de ninguna manera a Colorado. En todo el país, apenas comenzaban a surgir los primeros elementos de una red de organizaciones de empleadores que abarcaría el próximo siglo.
Las organizaciones antisindicales desempeñaron papeles cada vez más destacados en la política estadounidense. En abril de 1903, David M. Parry habló en la convención anual de la Asociación Nacional de Fabricantes (NAM),  pronunciando un discurso crítico del trabajo organizado, afirmando que el sindicalismo y el socialismo difieren sólo en el método, y que ambos apuntan a negar "derechos individuales y de propiedad". Parry afirmó las leyes naturales que gobernaban la economía de la nación y denunció cualquier interferencia con esas leyes, ya sea por medios legislativos o de otro tipo. Parry afirmó que los objetivos de los sindicatos conducirían inevitablemente al "despotismo, la tiranía y la esclavitud" y a la "ruina de la civilización". 
Para controlar esta amenaza al statu quo, Parry aconsejó que el MNOAL comenzara a organizar a las asociaciones de empleadores y fabricantes en una gran federación antisindical nacional. La convención del NOAL aceptó la recomendación y creó un comité organizador de empleadores con Parry a cargo. Parry comenzó inmediatamente el esfuerzo de organización.  La perspectiva de una ley federal de ocho horas fue particularmente objetable para el MNOAL, que la declaró una "propuesta viciosa, innecesaria y en todos los sentidos absurda". 
El NOAL ha luchado contra los sindicatos durante más de un siglo a través de organizaciones afiliadas.  Sin embargo, la organización alguna vez buscó moderar su imagen. Después de que el Comité La Follette de 1937 investigara a los empleadores y sus aliados antisindicales, descubriendo abusos generalizados, el MNOAL denunció "el uso de espionaje, agencias rompehuelgas, rompehuelgas profesionales, guardias armados o municiones con el propósito de interferir o destruir los derechos legítimos". del trabajo a la autoorganización y la negociación colectiva."  El breve guiño a los derechos sindicales no duró.
Otras organizaciones antisindicales también han hecho contribuciones vocales al discurso antisindical y a actividades antisindicales. La Alianza de Ciudadanos fue una organización de empleadores formada a principios del siglo XX específicamente para luchar contra los sindicatos. Trabajó con el NAM para fortalecer los movimientos antisindicales a principios del siglo XX en los Estados Unidos. El Consejo para un Medio Ambiente Libre de Sindicatos (CUE) tenía la misión específica de derrotar el proyecto de ley de reforma de la legislación laboral del presidente Carter que fue diseñado para hacer que los esfuerzos de organización sindical sean más exitosos al, entre otras disposiciones, permitir que se realicen elecciones dentro de los 15 días. de presentar una petición.  El Grupo de Estudio de la Ley Laboral, más tarde llamado Mesa Redonda Antiinflación de los Usuarios de la Construcción, presentó docenas de proyectos de ley de reforma de la legislación laboral en el Congreso de los Estados Unidos, pero su enfoque principal fue derogar las leyes estatales y federales que establecían estándares de salario mínimo en proyectos financiados con fondos públicos. Associated Builders and Contractors (ABC)  es la voz de la industria de la construcción y está financiada principalmente por constructores no sindicalizados y empresas relacionadas y promueve el "merit shop" que buscaba pagar a cada empleado de acuerdo con su calificación y desempeño.  Si bien el grupo insistió en que no era antisindical, el sistema impediría a los trabajadores ejercer muchos de los beneficios de un sindicato relacionados con los trabajadores. 
Otros grupos, como el Comité Nacional por el Derecho al Trabajo, han presionado para que se promulguen leyes que prohíban el sindicato. De manera similar, el objetivo principal de la Cámara de Comercio de Estados Unidos es luchar por la libre empresa ante el Congreso, la Casa Blanca, las agencias reguladoras, los tribunales, el tribunal de opinión pública y los gobiernos de todo el mundo y ha presionado activamente contra la Ley de Libre Elección de los Empleados.  El NLPC  defiende el fin del uso de las cuotas sindicales con fines políticos. El Center for Union Facts mantiene un sitio web antisindical que proporciona registros financieros y de otro tipo sobre los sindicatos.